# Молодіжна збірна Болгарії з футболу
Молодіжна збірна Болгарії з футболу (болг. Младежки национален отбор по футбол на България) — національна футбольна збірна Болгарії, у складі якої можуть виступати болгарські футболісти у віці 21 року та молодше.

## Виступи начемпіонатах Європи
| Рік   | Раунд                   | І | В | Н | П | МЗ | МП |
| ----- | ----------------------- | - | - | - | - | -- | -- |
| 1978  | Півфінал                | 4 | 2 | 0 | 2 | 7  | 8  |
| 1980  | не пройшла кваліфікацію |   |   |   |   |    |    |
| 1982  | не пройшла кваліфікацію |   |   |   |   |    |    |
| 1984  | не пройшла кваліфікацію |   |   |   |   |    |    |
| 1986  | не пройшла кваліфікацію |   |   |   |   |    |    |
| 1988  | не пройшла кваліфікацію |   |   |   |   |    |    |
| 1990  | Чвертьфінал             | 2 | 0 | 0 | 2 | 0  | 3  |
| 1992  | не пройшла кваліфікацію |   |   |   |   |    |    |
| 1994  | не пройшла кваліфікацію |   |   |   |   |    |    |
| 1996  | не пройшла кваліфікацію |   |   |   |   |    |    |
| 1998  | не пройшла кваліфікацію |   |   |   |   |    |    |
| 2000  | не пройшла кваліфікацію |   |   |   |   |    |    |
| 2002  | не пройшла кваліфікацію |   |   |   |   |    |    |
| 2004  | не пройшла кваліфікацію |   |   |   |   |    |    |
| 2006  | не пройшла кваліфікацію |   |   |   |   |    |    |
| 2007  | не пройшла кваліфікацію |   |   |   |   |    |    |
| 2009  | не пройшла кваліфікацію |   |   |   |   |    |    |
| 2011  | не пройшла кваліфікацію |   |   |   |   |    |    |
| 2013  | не пройшла кваліфікацію |   |   |   |   |    |    |
| 2015  | не пройшла кваліфікацію |   |   |   |   |    |    |
| 2017  | не пройшла кваліфікацію |   |   |   |   |    |    |
| 2019  | не пройшла кваліфікацію |   |   |   |   |    |    |
| 2021  | не пройшла кваліфікацію |   |   |   |   |    |    |
| 2023  | не пройшла кваліфікацію |   |   |   |   |    |    |
| 2025  | не пройшла кваліфікацію |   |   |   |   |    |    |
| Разом | 2/24                    | 6 | 2 | 0 | 4 | 7  | 11 |